# Gaston Rapin
Pour les articles homonymes, voir Rapin.
Gaston Rapin est un architecte et peintre français né à Villeneuve-sur-Lot le 19 août 1874 et mort dans la même ville le 6 mars 1944.

## Biographie
Gaston Jean Rapin reçoit une formation d'architecte à l'École nationale supérieure des beaux-arts de Paris. Pendant plusieurs années, il est architecte des monuments historiques et chargé de la restauration de l'abbaye de Saint-Benoit-sur-Loire.
Il a la même fonction à Villeneuve-sur-Lot, sa ville natale. Architecte communal et ami de Georges Leygues, il termine la construction de l'église Sainte-Catherine et surveille la construction du théâtre Georges-Leygues.
Il a construit plusieurs villas à Villeneuve-sur-Lot et dans les environs :
- villa Rapin[2], à Villeneuve-sur-Lot ;
- maison Rieus[3], construite en 1912 pour René Rieus (1881-1955), ingénieur des travaux publics, et plusieurs fois maire de Villeneuve-sur-Lot ;
- villa Mes bijoux, à Villeneuve-sur-Lot[4] ;
- villa Caprice[5], à Villeneuve-sur-Lot ;
- ensemble de deux maisons jumelles[6], construites avant 1912 à Villeneuve-sur-Lot ;
- mercerie Firmin Barrié[7] au 26-28, place Lafayette, à Villeneuve-sur-Lot, reconstruite en 1906 après un incendie ;
- villa Jean-Paul-Geneviève, à Montayral[8].

Il est aussi l'architecte :
- d'une cité ouvrière à Fumel ;
- du bâtiment de la Banque de France de Villeneuve-sur-Lot[9], en 1920 ;
- du lavoir Saint-Jean de Villeneuve-sur-Lot[10],[11] ;
- des Bains-douches de Villeneuve-sur-lot, en 1925[12] ;
- de l'hôtel de ville, tribunal de Sainte-Livrade-sur-Lot[13] ;
- de la halle de Sainte-Livrade-sur-Lot[14] ;
- de la mairie de Montayral[15] ;
- de la fontaine, lavoir dit Fontaine de Fumel ;
- de l'hôtel de ville de Fumel[16] ;
- d'une villa de maître au lieu-dit Pailloles, à Bias ;
- de la mairie-école de Saint-Antoine-de-Ficalba, en 1938-1939[17] ;
- du clocher de l'église paroissiale de Saint-Vite, entre 1923 et 1927[18] ;
- de l'aménagement en hospice du couvent des cordeliers de Penne-d'Agenais, en 1925-1927[19].

Il a édifié en 1910 le monument aux morts de la guerre de 1870 à Fumel.
Après la Première Guerre mondiale, il a exécuté plusieurs projets de monuments aux morts à :
- Bias ;
- Fumel[21] ;
- Monclar[22] ;
- Penne-d'Agenais[23] ;
- Pujols, en 1923[24] ;
- Sainte-Colombe-de-Villeneuve[25] ;
- Sainte-Livrade-sur-Lot[26] ;
- Sauveterre-la-Lémance.

Il a principalement peint des aquarelles d'histoire et de sujets d'architecture dont plusieurs ont été acquises par l'État. Il a reçu une mention honorable au Salon des artistes français de 1898 et une médaille d'or de 3e classe au Salon de 1903.
Après sa mort, sa veuve a donné à la Ville la villa Rapin, située au 1, boulevard Voltaire, pour en faire un musée abritant les collections d'œuvres de Villeneuve-sur-Lot. Ce musée a fonctionné en 1947 et 1990, avant l'ouverture du nouveau musée de Gajac. Aujourd'hui, la villa Rapin accueille l'école d'art André-Malraux.

## Distinctions
- Chevalier de la Légion d'honneur en 1929[29].
- Officier d'académie.
- Officier de l'Instruction publique.